# Hunter Jumper
Aaron "Hunter" Jumper (Plano, 28 februari 1989) is een Amerikaans voetballer.

## Clubcarrière
Jumper werd in de tweede ronde van de MLS SuperDraft 2012 als achtentwintigste gekozen door Chicago Fire. Hij maakte zijn debuut voor Chicago op 17 maart 2012 tegen Montreal Impact. Op 23 augustus 2013 scoorde Jumper tegen Sporting Kansas City zijn eerste MLS doelpunt voor de Chicago Fire.